# Geomyza apicalis
Geomyza apicalis is een vliegensoort uit de familie van de grasvliegen (Opomyzidae). De wetenschappelijke naam van de soort is voor het eerst geldig gepubliceerd in 1830 door Meigen.